# Sensi
Sensi, pleme američkih Indijanaca porodice Panoan s desne obale donjeg toka rijeke Ucayali u Peruu. Populacija im je 1925. iznosila svega 100, a njihov jezik danas se vodi kao nestao. Sastojali su se od podgrupa Ynubu (Inubu), Runubu i Casca. Mason ih (1950) klasificira s Panobo Indijancima u širu skupinu Setebo koja sa Xipibo i Conibo plemenima spadaju u Chama del Ucayali.